# Mieczysław Mełnicki
Mieczysław Mełnicki (ur. 4 czerwca 1938, zm. 1 lutego 2019) – polski dżokej oraz trener jeździecki.

## Życiorys
Karierę zaczynał w 1953 jako 15-latek we Wrocławiu na torze Partynice. W 1955 debiutował na torze wyścigów konnych Służewiec w Warszawie z którym związany był jako dżokej, a następnie trener do końca życia. W ciągu trzydziestu lat kariery dżokejskiej wygrał 1663 razy co stanowi absolutny rekord toru. W 1964 na klaczy Demona wygrał pierwszy raz polskie Derby, na którym triumfował jeszcze pięciokrotnie w latach 1975, 1979, 1981, 1984 i 1985. W 1984 ciągu trzech tygodni wygrał Derby w trzech różnych państwach. Pierwszy wyścig w austriackim Wiedniu wygrał na ogierze Neman, drugi w czechosłowackiej Pradze na ogierze Juror i trzeci na warszawskim torze na Służewcu ponownie na Nemanie. W sumie dwukrotnie triumfował na Derby w Wiedniu, raz w Pradze oraz raz na belgijskim Derby w Ostendzie. Czterokrotnie w latach 1964, 1965, 1981 i 1986 triumfował również w Wielkiej Warszawskiej.
W 1988 zrezygnował z kariery dżokejskiej na rzecz trenowania (nie można było wówczas dzielić obydwu funkcji). Specjalizował się w szkoleniu koni arabskich i został uhonorowany między innymi tytułem trenera roku (konkurs pod patronatem Życia Warszawy). W 2003 trenowany przez niego ogier Young Islander wygrał warszawskie Derby, zaś w latach 2008 i 2009 arab czystej krwi Marvin El Samawi triumfował w prestiżowej międzynarodowej Nagrodzie Europy w Warszawie.
W 1977 wcielił się w postać dżokeja Yunga w odcinku Wielkopańskie zabawy serialu w reż. Ryszarda Bera pt Lalka. Wojciech Zieliński poświęcił Mieczysławowi Mełnickiemu książkę pt. Żokej. W 2016 z inicjatywy radnej Ursynowa Magdaleny Sokołowskiej i burmistrza Piotra Guziała odbyła się w sali konferencyjnej urzędu dzielnicy Warszawa-Ursynów uroczystość z okazji 60-lecia pracy Mełnickiego na torze wyścigów konnych Służewiec.
Został pochowany na cmentarzu komunalnym w Piasecznie.